# Pachylister monitor
Pachylister monitor är en skalbaggsart som först beskrevs av Lewis 1907.  Pachylister monitor ingår i släktet Pachylister och familjen stumpbaggar. Inga underarter finns listade i Catalogue of Life.